# E.J. 피커

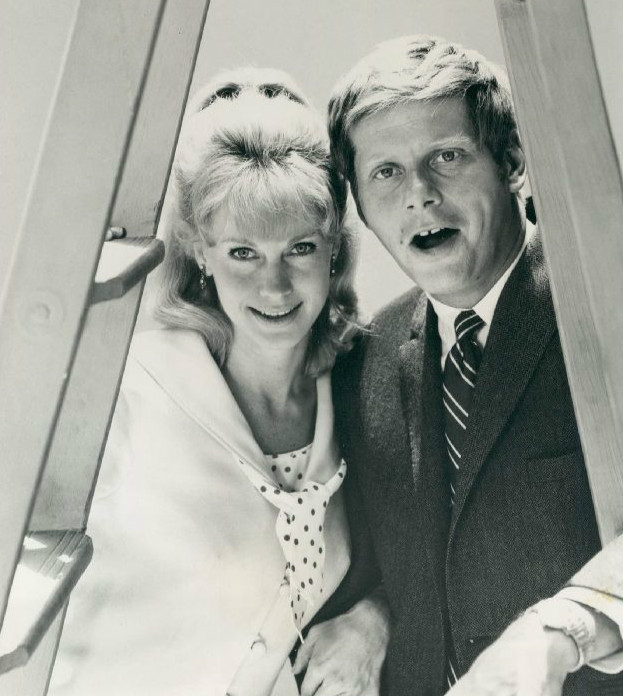
1968년 로버트 모스(우)와 함께

E. J. 피커(E. J. Peaker, 1944년 2월 22일 ~ )는 미국의 배우이다.
털사에서 태어났다.

## 출연 작품

### 영화
- 헬로 돌리 (1969)
- The All-American Boy (1973) - 저넬 샤키 역
- 졸업날 (1981)
- 잔혹 게임 (1989, The Banker)
- 깨어진 약속 (1993, Broken Promises: Taking Emily Back)
- 나의 사랑 나의 젊음 (1993, Dreamrider)
- The Last Producer (2000)

### 텔레비전
- 샌프란시스코 수사반 (1972-76)